# چیدن
چیدن (باغ‌ملک)، روستایی از توابع بخش مرکزی شهرستان باغ‌ملک در استان خوزستان ایران است.

## مردم
اهالی روستای چیدن بختیاری از طایفه چهارلنگ  کیان ارثی تیره سروستانی و تیره شیوخ منگشت هستند

## جمعیت
این روستا در دهستان منگشت قرار دارد و براساس سرشماری مرکز آمار ایران در سال ۱۳۸۵، جمعیت آن ۱٬۴۹۰ نفر (۲۴۷خانوار) بوده‌است.